# Memory Alpha (Star Trek)
Memory Alpha is een planetoïde waarop de bibliotheek van de Verenigde Federatie van Planeten is gevestigd.

## Bibliotheek
De bibliotheek op Memory Alpha werd opgeleverd in 2269. De uitgebreide archieven bevatten alle historische, wetenschappelijke, technische en culturele informatie van elk van de lidstaten van de Federatie en vele andere planeten. Ook wordt er informatie over vroegere beschavingen van niet-Federatie planeten bewaard.
Memory Alpha is opgedragen aan de vrijheid van informatie. De archieven zijn dan ook voor elke bezoeker vrij in te zien, met als uitzondering gevoelige Starfleet informatie. De planetoïde bevindt zich in de buurt van Vulcan en Sirius.

## Zethariaanse aanval
Net voordat Memory Alpha officieel geopend zou werden, werd het complex aangevallen door de lichaamloze, buitenaardse Zetharianen. Op hun zoektocht naar een geschikt gastlichaam veroorzaakten ze de dood van alle aanwezige bibliothecarissen en onderzoekers. Ook veroorzaakten ze aanzienlijke schade aan de bibliotheek.

## Trivia
- Memory Alpha is ook de naam voor de Star Trek wiki.
- Memory Alpha kwam voor in de originele Star Trekaflevering "The Lights of Zetar" (1969).
- In een alternatieve tijdslijn, waarin de Federatie in oorlog met het Klingonrijk was, bestonden er ook een Memory Delta en Memory Gamma.